# Oeuvre van Camille Saint-Saëns
Hieronder staat een lijst van composities die door de Franse componist Camille Saint-Saëns zijn geschreven. 

## Opera en Oratoria
- Oratorio de Noël, Op. 12
- Le Timbre d'Argent (1864)
- Samson et Dalila (1867-1868, herzien tussen 1874 en 1877)
- Psalm 18, Coelli enarrant, Op. 42
- La Princesse jaune (1872)
- Etienne Marcel (1877-1878)
- Le Deluge, oratorium, Op. 45
- Henri VIII (1881 - 1882)
- Proserpine (1886, herzien in 1889)
- Ascanio (1887-1888)
- Phryné (1892)
- Frédégonde (1894 - 1895)
- Les Barbares (1900 - 1901)
- Hélène (1903)
- L'Ancêtre (1905)
- Déjanire (1919 - 1920)

## Orkestwerken
- Symfonie in A groot (ca. 1850)
- Symfonie nr 1 in Es groot, Op. 2 (1853)
- Symfonie Urbs Roma (1856)
- Symfonie nr 2 in a klein, Op. 55 (1859)
- Trois Rhapsodies sur des cantiques bretons, Op. 7
- Ouverture Spartacus (1863)
- Allegro appassionato voor cello en orkest, opus 43
- Le Rouet d'Omphale, Op. 31 symfonisch gedicht (1871 - 1872)
- Phaëton, Op. 39 symfonisch gedicht (1873)
- Danse macabre, Op. 40 symfonisch gedicht (1874)
- Suite voor orkest, Op. 49
- La Jeunesse d'Hercule, Op. 50 (1877)
- Marche Héroïque (1871)
- Suite Algérienne, Op. 60 (1880)
- Une Nuit à Lisbonne (1880)
- Jota Aragonesa (1880)
- Symfonie nr 3 in c klein Op. 78 (1886) (orgelsymfonie)
- Sarabande Op. 93 No.1, voor strijkorkest
- Ouverture de fête (1910)
- Marche du couronnement, Op. 117 (1902, voor de kroning van koning Eduard VII van het Verenigd Koninkrijk)

## Concerten - Solowerken met orkest
- Tarantella voor fluit, klarinet en orkest (1857)
- Concert voor piano nr 1 in D groot Op. 17(1858)
- Concert voor viool nr 1 in A groot, op. 20 (1859)
- Concert voor piano nr 2 in g klein (1868)
- Introduction et Rondo Capriccioso voor viool en orkest, Op. 28 (1863)
- Concert voor piano nr 3 in Es groot, Op. 29 (1869)
- Concert voor cello nr 1 in a klein Op. 33 (1872)
- Romance voor hoorn (of cello) en orkest, Op. 36 (1874)
- Romance voor fluit of viool en orkest, Op. 37 (1871)
- Concert voor piano nr 4 in c klein, Op. 44 (1875)
- Romance voor viool en orkest in C groot, Op.48
- Concert voor viool nr 2 in C groot, Op. 58 (1858)
- Caprice d’après l’Étude en forme de Valse, Op. 52 voor viool en orkest
- Concert voor viool nr 3 in b klein, Op. 61 (1880)
- Morceau de concert in e klein voor viool en orkest, Op. 62 (1880)
- Allegro appassionato voor piano en orkest, Op. 70 (1884)
- Rapsodie d'Auvergne voor piano en orkest, Op. 73 (1884)
- Valse-Caprice, Op. 76 (Wedding-Cake), voor piano en strijkorkest (1886)
- Afrique, fantasie voor piano en orkest Op. 89 (1891)
- Morceau de concert in f klein voor hoorn en orkest, Op. 94 (1887)
- Concert voor piano nr 5 in F groot, Op. 103 (1896)
- Caprice andalous voor viool en orkest, Op. 122 (1904)
- Concert voor cello en orkest nr. 2 in d klein, Op. 119 (1902)
- La Muse et le poète voor viool, cello en orkest, Op. 132 (1910)
- Cyprès et Lauriers (met orgel), op. 156
- Odelette in D groot voor fluit en orkest (of piano), Op.162 (1920)
- Le Carnaval des Animaux voor kamerensemble of klein orkest (1886)

## Kamermuziek
- Pianotrio nr 1 in F groot, Op. 18 (1863)
- Pianokwintet (1865)
- Sonate voor cello en piano nr. 1, Op. 32 (1872)
- Pianokwartet in Bes groot, Op. 41 (1875)
- Septet, voor piano, strijkers en trompet, Op. 65 (1881)

geschreven voor het Parijse amateurensemble La Trompette o.l.v. Émile Lemoine (1e deel, Preambule, 1879)
- Sonate voor viool en piano in d klein (1885)
- Havanaise, voor viool en piano (of orkest), Op. 83 (1887)
- Pianotrio nr 2 in e klein, Op. 92 (1892)
- Sonate voor viool en piano in es klein, Op. 75? (1896)
- Sonate voor viool en piano nr. 2, Op. 102
- Strijkkwartet nr 1, Op. 112 (1899)
- Sonate voor cello en piano nr 2 Op. 123 (1905)
- Fantasie voor viool en harp, Op.124 (1907)
- Cavatine voor trombone en piano, Op. 144 (1915)
- Elegie nr 1 voor viool en piano (1915)
- Strijkkwartet nr 2, op. 153 (1918)
- Elegie nr 2 voor viool en piano (1920)
- Sonate voor hobo en piano (1921)
- Sonate voor klarinet en piano Op. 167, (1921)
- Sonate voor fagot en piano, Op. 168 (1921)
- Suite voor cello en piano, opus 16 (1862)
- Caprice sur des airs Danois et Russes, Op. 79, (1887)

## Klaviermuziek
- Zes Bagatelles voor piano, Op. 3(1855)
- Mazurka No. 1, in G minor, Op. 21
- Gavotte, in C minor, Op. 23
- Mazurka No. 2, in G minor, Op. 24
- Allegro d'après le 3e concerto, Op. 29
- Variaties op een Thema van Beethoven, voor twee piano's Op. 35 (1874)
- Zes Etudes voor piano, Op. 52 (1877)
- Menuette et Valse, Op. 56
- Une nuit à Lisbonne, in E flat minor, Op. 63
- Mazurka No. 3, in B minor, Op. 66
- Allegro appasionato, Op. 70
- Album, Op. 72 (1884)
- Rhapsodie d'Auvergne, Op. 73
- Polonaise, voor twee piano's, Op. 77 (1886)
- Souvenir d'Italie, in G major, Op. 80
- Les cloches du soir, in E flat major, Op.85
- Scherzo voor twee piano's, Op. 87
- Valse Canariotte in A minor, Op. 88
- Suite pour le piano, Op. 90
- Caprice Arabe, voor twee piano's, Op. 96 (1884?)
- Thème varié, Op. 97
- Souvenir d'Ismaïla,Op. 100
- Valse mignonne, in E flat major, Op. 104
- Caprice héroïque, voor twee piano's, Op. 106 (1898)
- Valse nonchalante, in D major, Op. 110
- Zes Etudes voor piano, Op. 111 (1899)
- Valse langoureuse, in E major, Op. 120
- Six Études pour la main gauche seule, Op. 135 (1912)
- Valse gaje, Op. 139
- Zes Fuga's, Op. 161 (1920)
- Feullet d'Album, in A flat major, Op. 169

## Koormuziek
- Mis, Op.4
- Calme des nuits
- Les fleurs et les arbres
- Ave Verum
- Requiem, Op. 54 (1878)

## Orgelwerken
- Fantasie nr. 1
- Trois Rhapsodies sur des cantiques bretons, op. 7
- Bénédiction nuptiale, op. 9
- Élévation ou communion, op. 13
- Drie preludes en fuga's, op. 99
- Fantasie nr. 2, op. 101
- Marche religieuse, op. 107
- Drie preludes en fuga's, op. 109
- Zeven improvisaties, op. 150
- Fantasie nr. 3, op. 157
- Prière, op. 158 (met viool)
- Drie Fantaisies, voor orgel (1857 - 1895 - 1919)
- La Prédication aux oiseaux (orgelbewerking van Liszts pianocompositie)